# Hyposoter pallipes
Hyposoter pallipes là một loài tò vò trong họ Ichneumonidae.